# لاميون بلقاني
لاميون بلقاني (الاسم العلمي: Lamium balcanicum) هو نوع من النباتات يتبع جنس اللاميون من الفصيلة الشفوية.